# Hylemeridia dexithea
Hylemeridia dexithea är en fjärilsart som beskrevs av Druce 1887. Hylemeridia dexithea ingår i släktet Hylemeridia och familjen mätare. Inga underarter finns listade i Catalogue of Life.